# Van Oekel's Discohoek
Van Oekel's Discohoek was een televisieprogramma dat van 30 mei 1974 tot en met 29 april 1975 twaalf keer, ongeveer eenmaal per maand, door de VPRO werd uitgezonden. Het programma werd bedacht, geschreven, samengesteld en geregisseerd door Wim van der Linden, Wim T. Schippers en Ellen Jens. In het programma, dat werd gepresenteerd door Sjef van Oekel (Dolf Brouwers), traden net als in Toppop bekende en minder bekende Nederlandse maar ook buitenlandse (pop)artiesten op die hun nummer overduidelijk mochten playbacken. Het programma was, in Wim T. Schippers stijl, chaotisch van aard. Toch was het programma bij de jeugd maar ook bij volwassenen populair en had hoge kijkcijfers, zeker als op het andere net de EO uitzond. Toch was er ook veel weerstand tegen het programma, men was verdeeld in twee kampen, voor of tegen.
Het eerste optreden was van Unit Gloria met Bonnie St. Claire.

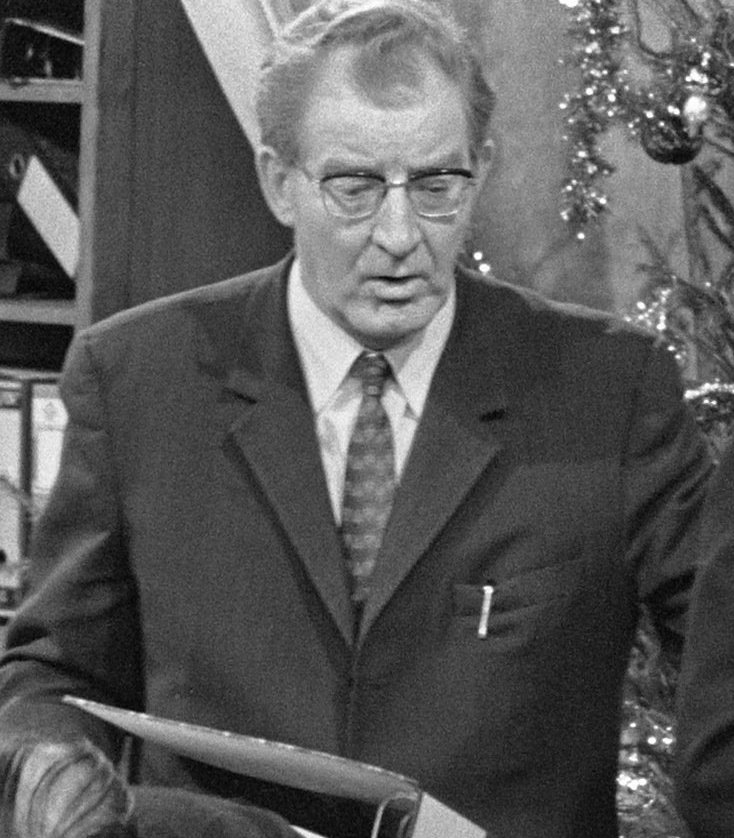
Ir. E. v.d. Pik

Sjef werd bijgestaan door de boekhouder Ir. Evert v.d. Pik (Jaap Bar) (die al eerder boekhouder was van Otto Kolkvet in een van de Barend Servetshows en een broer Albert v.d. Pik had die juwelier was) die aan een bureau in de studio zat en onder meer de gages aan de artiesten uitbetaalde maar ook de "hittip" gaf. Evert sprak Sjef altijd aan met meneer van Oekel terwijl Sjef Evert bij zijn voornaam aansprak, alleen als hij boos was sprak hij hem bij zijn achternaam aan. Evert was een geheelonthouder en dronk vaak karnemelk waarvan hij met het carnaval in 1975 nog een hitje had met het nummer Geen bier maar karnemelk op de muziek van het nummer "Beer Or Sangria" van Circus. Daarnaast had hij een single met het nummer Hallekidee. Regelmatig viel er een kantoorkast om, viel er iets op de pickup of struikelde Sjef over een snoer of kabel waardoor het geluid uitviel waarbij het stopwoord van Evert steevast was Krijg nou wat.

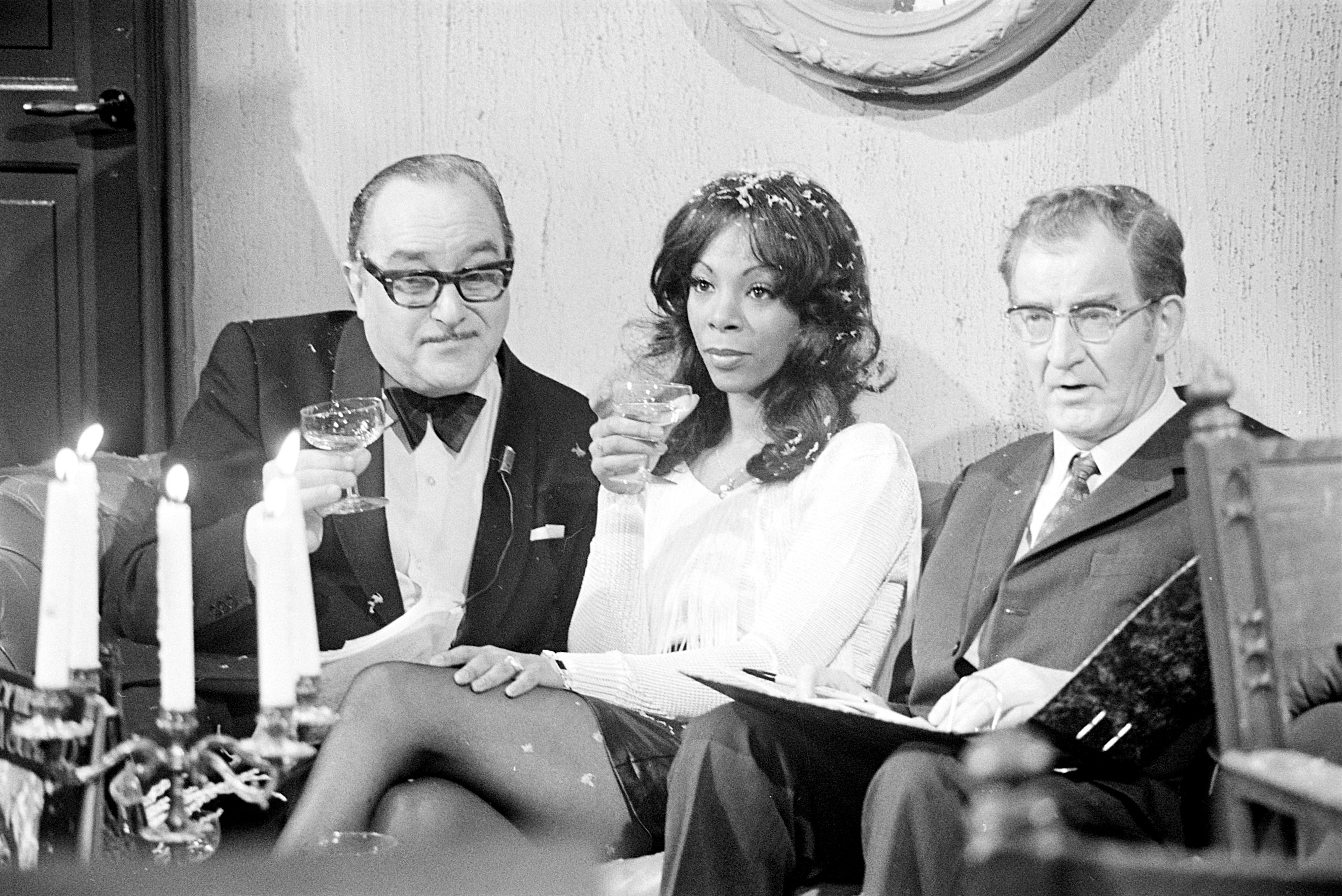
Van Oekel's disco hoek, 1974.

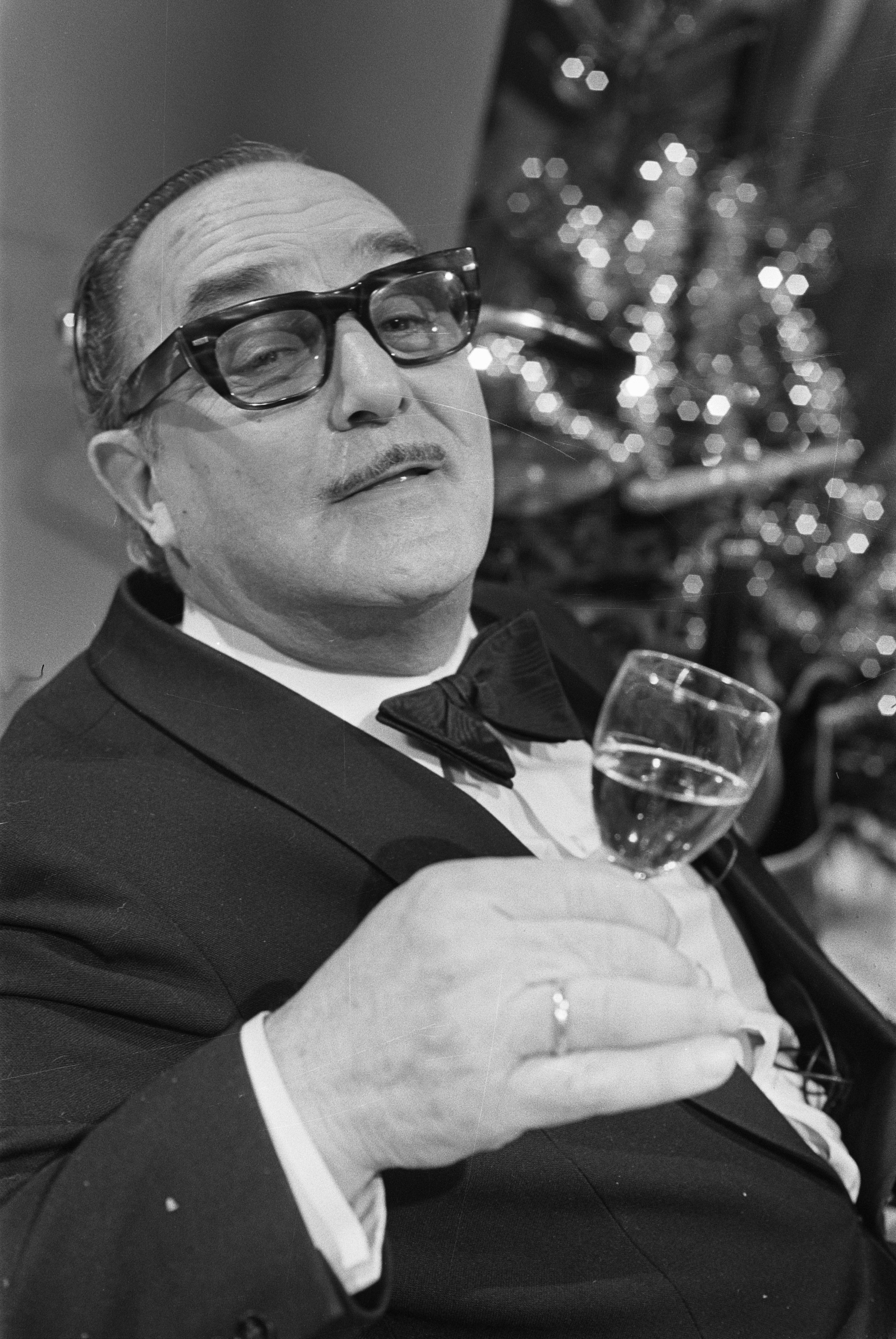
Dolf Brouwers als Sjef van Oekel tijdens de kerstuitzending in 1974

Het optreden van de Amerikaanse Donna Summer met haar song The Hostage waarin zij halverwege een rinkelende telefoon overnam van Ir. v.d.Pik is legendarisch. v.d. Pik pakt net voor haar de telefoon op en zegt na enig luisteren:
Mevrouw, er is geloof ik telefoon voor u. Van Oekel was helemaal in vervoering van Donna Summer zelf. Donna keek er later, zo blijkt uit interviews, overigens met dankbaarheid op terug en was ook in vervoering van Van Oekel en v.d. Pik.
Naast optredens waren er ook sketches en persiflages. Zo was er in de eerste aflevering een persiflage van Ad Visser en Penny de Jager. Ook werd er maandelijks de Van Oekel-trofee uitgereikt onder meer aan Peter Koelewijn en zijn Rockets. Net als de Toppop drive-in-show bestond er ook een van Oekel's Rijdende Discohoek waarbij Sjef samen met Barend Servet het land introk naar dancings en feestzalen. Het programma was eigenlijk een grote persiflage op het fameuze popprogramma Toppop.
Veel ophef was er over de uitzending op de avond voor kerst in 1974. Hierbij waren naast dominee Bongers ook twee ingehuurde kerstmannen (Harry Touw en Cees Schouwenaar) aanwezig en werd er, behalve door Evert en Barend, door iedereen stevig gedronken waarbij Sjef niet goed werd en in de fietstas van Evert overgaf. Henk van der Meyden sprak er in de Telegraaf schande van dat miljoenen kijkers noodgedwongen naar dit "heerschap" moesten kijken en het andere net weinig alternatief bood omdat daar de EO uitzond met geestelijke liederen en er maar twee netten waren.
De uitzending van februari 1975 werd noodgedwongen gepresenteerd door Barend Servet omdat Sjef en Evert met autopech gestrand waren in Oisterwijk en aldaar in een feestzaal van een prins carnaval een oorkonde kregen. Tevens waren in deze uitzending optredens van artiesten met een carnavalsnummer, onder meer Hydra en  Kleintje Pils.
In de laatste aflevering pleegde Fred Haché een coup en doopte het programma om in AVRO Haché's Discohoek. Sjef vermomde zich als postbode en liet een bom ontploffen in Freds handen waarna het plan verijdeld was.
Op oudejaarsavond 1974 was er nog een speciale uitzending Van Oekel blikt terug waarin hij uit de handen van Ad Visser een populariteitsprijs ontving. Daarna waren er nog vijf speciale Van Oekel specials omdat de VPRO een kwartier zendtijd toebedeeld had gekregen voordat de EO ging uitzenden en dat met Van Oekel opvulde.

## Uitzendingen
| Aflevering | Uitzenddatum      |
| ---------- | ----------------- |
| 1          | 30 mei 1974       |
| 2          | 20 juni 1974      |
| 3          | 11 juli 1974      |
| 4          | 1 augustus 1974   |
| 5          | 22 augustus 1974  |
| 6          | 12 september 1974 |
| 7          | 1 oktober 1974    |
| 8          | 12 november 1974  |
| 9          | 24 december 1974  |
| 10         | 4 februari 1975   |
| 11         | 18 maart 1975     |
| 12         | 29 april 1975     |

## Trivia
- Alle afleveringen, behalve aflevering 6 van 12 september 1974 die per ongeluk is gewist, staan op de DVD Wim T.Schippers televisiepraktijken sinds 1962 deel 7. Hierbij staat op de hoes het concept van het draaiboek van de eerste uitzendingen. Hierbij blijkt onder meer dat Ir.v.d.Pik in het oorspronkelijke concept Ir.v.d.Kar zou heten. Ook wordt duidelijk hoeveel voorbereiding een uitzending nodig heeft.
- De tune werd ingezongen door een dameskoortje en begon met "Oekeoekeoekeloe" en eindigde met "Pop met van Oekel dat is andere koek. Fijne muziek in Van Oekels discohoek!".
- In 1976 werd door de WDR een Duitse versie van het programma gemaakt onder de titel Plattenküche, met Benno Swienty als de Van Oekel-achtige verschijning Dr. Moser. Dit programma hield het langer vol dan de Nederlandse versie; het liep van 1976 tot 1980.
- Het programma was feitelijk een persiflage op AVRO's Toppop en opmerkelijk was dat de oudejaarsuitzending 1976 van Toppop juist weer een persiflage was op de discohoek waarbij Ad Visser en Krijn Torringa achter een bureau met een telefoon zaten net als Ir. van der Pik.